# 瓜箪酒
瓜箪酒是湖南江华县出产的一种历史悠久的白酒，是种由当地世代瑶族所酿的民族特色酒。瓜箪酒乃用大米、糯米、玉米、小米、高粱、红薯等杂粮作主料，以入选市级非物质文化遗产的传统酿造工艺先一起浸泡、蒸煮；再拌入以山药制成的酒曲入缸压实进行固态发酵，再经冷却、压榨、过滤、蒸馏、陈窖等工序经数月至半年酿成。饮用时，传统上将酒兑开水或煮热，再用葫芦瓢盛入碗内饮用。当地人称葫芦瓢为瓜箪，遂以此命名所酿之酒，流传迄今。